# Charles Agius
Charles Agius (2 december 1955) is een voormalig voetbalscheidsrechter uit Malta. Hij floot ruim elf jaar (1988-2000) op het hoogste niveau in Europa. Zijn eerste grote wedstrijd was de vriendschappelijke interland tussen Finland en Denemarken op 10 februari 1989 in Ta' Qali.

## Interlands
| Datum             | Plaats           | Wedstrijd                  | Uitslag | Competitie           | Kreeg geel | Kreeg voor de tweede keer geel en dus rood | Weggestuurd |
| ----------------- | ---------------- | -------------------------- | ------- | -------------------- | ---------- | ------------------------------------------ | ----------- |
| 23 november 1988  | Ta' Qali         | Malta – Cyprus             | 1 – 1   | Vriendschappelijk    | ?          | ?                                          | ?           |
| 10 februari 1989  | Ta' Qali         | Finland – Denemarken       | 0 – 0   | Vriendschappelijk    | ?          | ?                                          | ?           |
| 5 februari 1990   | Ta' Qali         | Noorwegen – Zuid-Korea     | 3 – 2   | Vriendschappelijk    | ?          | ?                                          | ?           |
| 10 februari 1992  | Ta' Qali         | Malta – IJsland            | 1 – 0   | Vriendschappelijk    | ?          | ?                                          | ?           |
| 26 mei 1992       | Ta' Qali         | Malta – Letland            | 1 – 0   | Vriendschappelijk    | ?          | ?                                          | ?           |
| 22 september 1993 | Bologna          | San Marino – Nederland     | 0 – 7   | Kwalificatie WK 1994 | 2          | 1                                          | 0           |
| 12 december 1994  | Ta' Qali         | Tunesië – Georgië          | 0 – 2   | Vriendschappelijk    | ?          | ?                                          | ?           |
| 29 maart 1995     | Salzburg         | Oostenrijk – Letland       | 5 – 0   | Kwalificatie EK 1996 | 4          | 1                                          | 0           |
| 3 juni 1995       | Eschen           | Liechtenstein – Ierland    | 0 – 0   | Kwalificatie EK 1996 | 3          | 0                                          | 0           |
| 6 september 1995  | Tirana           | Albanië – Bulgarije        | 1 – 1   | Kwalificatie EK 1996 | 3          | 0                                          | 1           |
| 11 oktober 1995   | Zürich           | Zwitserland – Hongarije    | 3 – 0   | Kwalificatie EK 1996 | 4          | 0                                          | 0           |
| 11 februari 1996  | Ta' Qali         | Rusland – Slovenië         | 3 – 1   | Vriendschappelijk    | 3          | 0                                          | 0           |
| 10 november 1996  | Ljubljana        | Slovenië – Bosnië en Herz. | 1 – 2   | Kwalificatie WK 1998 | 3          | 0                                          | 0           |
| 27 november 1996  | Valletta         | Malta – Macedonië          | 0 – 2   | Vriendschappelijk    | ?          | ?                                          | ?           |
| 7 juni 1997       | Batoemi          | Georgië – Moldavië         | 2 – 0   | Kwalificatie WK 1998 | 2          | 0                                          | 0           |
| 28 januari 1998   | Catania          | Italië – Slowakije         | 3 – 0   | Vriendschappelijk    | 1          | 0                                          | 0           |
| 8 februari 1998   | Ta' Qali         | Albanië – Georgië          | 0 – 3   | Vriendschappelijk    | ?          | ?                                          | ?           |
| 5 september 1998  | Sarajevo         | Bosnië en Her. – Estland   | 1 – 1   | Kwalificatie EK 2000 | 3          | 0                                          | 0           |
| 27 maart 1999     | Andorra la Vella | Andorra – IJsland          | 0 – 2   | Kwalificatie EK 2000 | 6          | 0                                          | 0           |
| 4 september 1999  | Moskou           | Rusland – Armenië          | 2 – 0   | Kwalificatie EK 2000 | 3          | 0                                          | 0           |
| 3 september 2000  | Tallinn          | Estland – Portugal         | 1 – 3   | Kwalificatie WK 2002 | 3          | 0                                          | 0           |